# Anne de Molina

Wapen van de familie Anne de Molina

Anne de Molina is een geslacht waarvan leden sinds 1750 tot de adel behoren, sinds 1871 tot de Belgische adel.

## Geschiedenis
De bewezen stamreeks gaat terug tot Josse Anne (†1609) wiens gelijknamige zoon Josse Anne (↑1618) in 1599 trouwde waarmee het geslacht voor het eerst wordt vermeld. Op 5 januari 1750 werden nakomelingen, de twee broers Joseph-Adrien Anne, oud-schepen van de stad Dendermonde en zijn broer Charles-Lambert, griffier van dezelfde stad, verheven in de adel door Keizerin Maria Theresia van Oostenrijk. Op 25 juni 1871 werd Victor Anne (1819-1891) erkend in de Belgische erfelijke adel; in 1885 verkregen hij en zijn kinderen de naam Anne de Molina.
Anno 2017 leefden er nog tien mannelijke telgen, de laatste geboren in 2008.

## Wapenbeschrijvingen
- 1750: D'or, à une roue ouverte de sable, de dix raïx ou raions, coupé de sinople. Heaume d'argent, grillé et liseré d'or, aux hachemens et bourlet d'or, de sable et de sinople, et pour cimier la tête et col de cheval d'argent.
- 1871: D'or, à huit rais d'escarboucle de sable, à la champagne de sinople. L'écu timbré d'un heaume d'argent, grillé et liseré d'or, aux bourrelet et lambrequins d'or, de sable et de sinople. Cimier: une tête et col de cheval d'argent.

## Enkele telgen
Jhr. Victor Anne de Molina (1819-1891)
- Jhr. Frantz Anne de Molina (1852-1920)
  - Jhr. dr. Raphaël Anne de Molina (1893-1977), voorzitter van het Hof van Beroep van Brussel
    - Jhr. dr. José Anne de Molina (1925-2020), voorzitter van het Hof van Beroep van Brussel, heraldicus en genealoog
      - Jhr. François Anne de Molina (1960), jurist, chef de famille
        - Jhr. Raphaël Anne de Molina (1990), vermoedelijke opvolger als chef de famille

### Adellijke allianties
- De Gourcy-Serainchamps (1847), De Viron (1922), De la Serna (1953), De Meeûs (1956), Moreau de Bellaing (1977), De Jonghe d'Ardoye (1981), Della Faille de Leverghem (1982), Cogels (1988), Van Pottelsberghe de la Potterie (1989)